# NGC 5751
NGC 5751 (другие обозначения — UGC 9498, MCG 9-24-33, ZWG 273.24, IRAS14422+5336, PGC 52607) — спиральная галактика (Sc) в созвездии Волопас.
Этот объект входит в число перечисленных в оригинальной редакции «Нового общего каталога».